# Кронгауз, Екатерина Максимовна
Екатерина Максимовна Кронга́уз (род. 27 апреля 1984, Москва) — российский психолог, педагог, журналист, медиаменеджер, писательница. Соосновательница и креативный директор студии подкастов «Либо/либо» (2019—2022).

## Биография
Родилась 27 апреля 1984 года в Москве. С 1989 по 2000 год училась в московской школе № 57. Затем поступила в Московский государственный психолого-педагогический университет на очное отделение Факультета социальной психологии, который окончила в 2009 году.
Журналистикой занимается с 13 лет. Работала в издании «Столица», в газете «Московские новости», в журналах «Афиша» и Gala, на ВГТРК, в «Столичной вечерней газете», в журнале «Большой город», а также в сетевом издании Meduza. В свое время Кронгауз вела колонку в журнале «Сноб».
Занималась социальной журналистикой — писала о возвращении детей в детские дома после усыновления, о домах престарелых, о жизни в Беслане спустя много лет после трагедии, о рассекретившемся пожилом шпионе.
В 2011 году проходила стажировку в американском Институте Гарримана как стипендиат Фонда Пола Хлебникова.
После рождения детей уехала жить в Израиль. Вернувшись в 2014 году, открыла школу бебиситтеров Kidsout. Сотрудничает с благотворительным порталом «Такие дела». «Я плохая мать? И 33 других вопроса, который портят жизнь родителям» — её первая книга, вышедшая осенью 2015 года в издательстве Corpus.
В конце 2018 года в издании «Meduza» произошёл скандал. Многие, кто делал подкасты, включая Екатерину Кронгауз, ушли из издания.
Чтобы как-то сохранить общее дело, Лика Кремер, Екатерина Кронгауз и Андрей Бабицкий за несколько дней до Нового года записали первый выпуск уже независимого подкаста «Так вышло». В новогоднюю ночь, сидя под ёлкой, друзья загрузили первый выпуск на SoundCloud. В июне 2019 года вместе с коллегой по «Медузе» Ликой Кремер и журналистом Андреем Борзенко основала независимую студию «Либо/либо», занимающуюся созданием подкастов для компаний и других медиа, и стала ее креативным директором. Осенью 2019 года у студии вышел подкаст «Либо выйдет, либо нет», где Кремер и Кронгауз рассказывают, как делают бизнес. В июле 2022 года Кронгауз ушла из руководства студии подкастов «Либо/либо».  В июне 2022 года начала раотать в Иерусалимском культурном центре Бейт Ави Хай https://www.bac.org.il/ru/team